# Austrogynacantha
Austrogynacantha is een geslacht van libellen (Odonata) uit de familie van de glazenmakers (Aeshnidae).

## Soorten
Austrogynacantha omvat 1 soort:
- Austrogynacantha heterogena Tillyard, 1908